# Légendes des Contrées Oubliées

Légendes des Contrées Oubliées est une série de bande dessinée d'heroic fantasy scénarisée par Bruno Chevalier et illustrée (dessin et couleurs) par Thierry Ségur. Elle est parue en trois tomes entre 1987 et 1992. Devenue culte dans le monde de la bande dessinée d'heroic-fantasy, elle retrace les aventures d'un trio de héros (le noble guerrier, le roublard cupide et le barbare simplet) dans un monde baroque et bigarré original.

## Synopsis
À la suite de la mort du roi Alten, le conseil nain désigne trois des plus braves guerriers de leur peuple, Noren, Aren et Oten, pour aller chercher le nouveau roi, Raken, dans le lointain pays d'Ewandor. Mais le voyage est long et risqué et ils devront trouver des alliés pour mener à bien cette quête.

## Albums
- Tome 1 : La Saison des cendres (novembre 1987)
- Tome 2 : Le Pays des songes (1989)
- Tome 3 : Le Sang des rois (1992)

## Personnages
Par ordre d'apparition : 
| Nom                    | Qualité                                                                     |
| ---------------------- | --------------------------------------------------------------------------- |
| Firfïn                 | Voleur Lïn « repenti », frère de Mirlïn                                     |
| Noren                  | Nain, compagnon de Aren et de Oten                                          |
| Aren                   | Nain, compagnon de Noren et Oten                                            |
| Oten                   | Nain, compagnon de Noren et Aren                                            |
| Hûrl                   | Grand maître des Chevaliers-Tonnerre, serviteur de Ssîn                     |
| Mirlïn                 | Voleur Lïn, frère de Firfïn                                                 |
| MorkaÏ                 | Akeï du Sud, ex-esclave                                                     |
| Ssîn                   | Puissance maléfique, habitait autrefois la cité d'Alinor, Înë est sa femme. |
| Jhiêf                  | Chef Morbelin, serviteur de Ssîn                                            |
| Ewandor                | Puissance, habitait autrefois la cité d'Alinor                              |
| Tutine                 | Démon araignée                                                              |
| Ajax                   | Serviteur de Jhûb                                                           |
| Jhûb                   | Puissance, habitait autrefois la cité d'Alinor                              |
| Maître Omen            | Membre du conseil nain                                                      |
| Maître Iten            | Membre du conseil nain                                                      |
| Allen                  | Nain, frère de Noren                                                        |
| Delphe le bienveillant | Puissance mineure, esprit de la montagne                                    |
| Înë                    | Puissance déchue, habitait autrefois la cité d'Alinor, femme de Ssîn        |

## Publication

### Éditeurs
- Delcourt (Collection Conquistador) : Tomes 1 à 3 (première édition des tomes 1 à 3).

## Adaptation en jeu de rôle
Un jeu de rôle a été tiré de la BD et vendu en librairie ; il porte le même titre que la série. C'est un jeu destiné à l'initiation, qui possède un système de jeu assez complexe (il faut lancer deux dés à six faces pour l'auteur de l'action et deux pour l'opposition, tous affectés de modificateurs, et lire une table).